# Pantanodon stuhlmanni
The eastcoast lampeye (Pantanodon stuhlmanni) là một loài cá in the Poeciliidae family. Nó được tìm thấy ở Kenya và Tanzania.